# Abschied - Brechts letzter Sommer
Abschied - Brechts letzter Sommer je německý hraný film, který v roce 2000 natočil režisér Jan Schütte podle scénáře Klause Pohla. Hlavní roli dramatika Bertolta Brechta hraje Josef Bierbichler, který se chystá opustit svůj dům u jezera v Braniborsku, vrátit se do Berlína a připravit se zde k další divadelní sezóně.
Hudbu k filmu složil velšský hudebník a hudební skladatel John Cale.

## Obsazení
| Josef Bierbichler | Bertolt Brecht      |
| Monica Bleibtreu  | Helene Weigel       |
| Jeanette Hain     | Käthe Reichel       |
| Elfriede Irrall   | Elisabeth Hauptmann |
| Margit Rogall     | Ruth Berlau         |
| Samuel Finzi      | Wolfgang Harich     |
| Rena Zednikova    | Isot Kilian         |
| Birgit Minichmayr | Barbara Brecht      |